# Zadars stadsmur
Zadars stadsmur (kroatiska: Zadarske gradske zidine) är en äldre och i mindre sektioner bevarad stadsmur i Zadar i Kroatien. Den är en av stadens landmärken och omsluter delvis stadens historiska stadskärna som ligger på en halvö.  
Zadar blev tidigt en befäst stad och stadsmuren utgjorde en del av stadens forna försvarssystem. Till följd av ny stadsplanering revs delar av muren under 1800-talets andra hälft. Den mest framstående delen av stadsmuren finns vid Fošahamnen där Landsporten leder in i stadens historiska stadskärna. 

## Historik
Arkeologiska utgrävningar visar att en stadsmur började uppföras redan under de första århundradena av det första årtusendet då staden var en romersk koloni vid namn Iadera. Fram till 1600-talet om- och tillbyggdes stadsmuren flera gånger. De delar som idag finns kvar är till största del från 1500–1600-talet även om vissa sektioner är äldre än så.
Efter en flera århundraden lång kamp mellan Venedig och det kroatiskt-ungerska kungariket om herraväldet över Zadar blev venetianarna år 1409 stadens nya herrar. Under det venetianska styret som varade till år 1797 utvecklades Zadar till republikens mest befästa stad. Stadsmurarna förstärktes, bastioner och andra försvarsverk tillkom för att försvara staden. Osmanernas avancemang i sydöstra Europa under 1500-talet och deras upprepade försök att inta de dalmatiska kuststäderna som löd under Venedig påskyndade tillbyggnaden av Zadars stadsmur med tillhörande försvarsobjekt. 
År 1527 inleddes ett intensifierat byggande av ett nytt försvarssystem i renässansstil. För att ge plats för de nya försvarsobjekten revs en del äldre defensiva strukturer från medeltiden. För om-, till- och nybyggnationen anlitades de venetianska arkitekterna Michele Sanmicheli och hans brorson Giangirolamo. Den nygamla murens omformning, nya riktning och uppförandet av flera försvarsobjekt tillskrivs till största del Sanmicheli. Den nya försvarsstrukturen visade sig vara effektiv då osmanerna aldrig lyckades inta Zadar. 
Efter republiken Venedigs upplösning och en kort fransk ockupation (1797–1813) tillföll Zadar och Dalmatien år 1813 Österrike. Stadsmuren hade redan dessförinnan förlorat sin militära betydelse. Under 1800-talet ledde nya ideal samt den österrikiska kejsarens påbud om att öppna upp de befästa städerna längs den dalmatiska kusten till att delar av Zadars stadsmur revs. År 1868 hade delar av muren rivits och Zadar förklarades vara en "öppen stad".

## Stadsportar

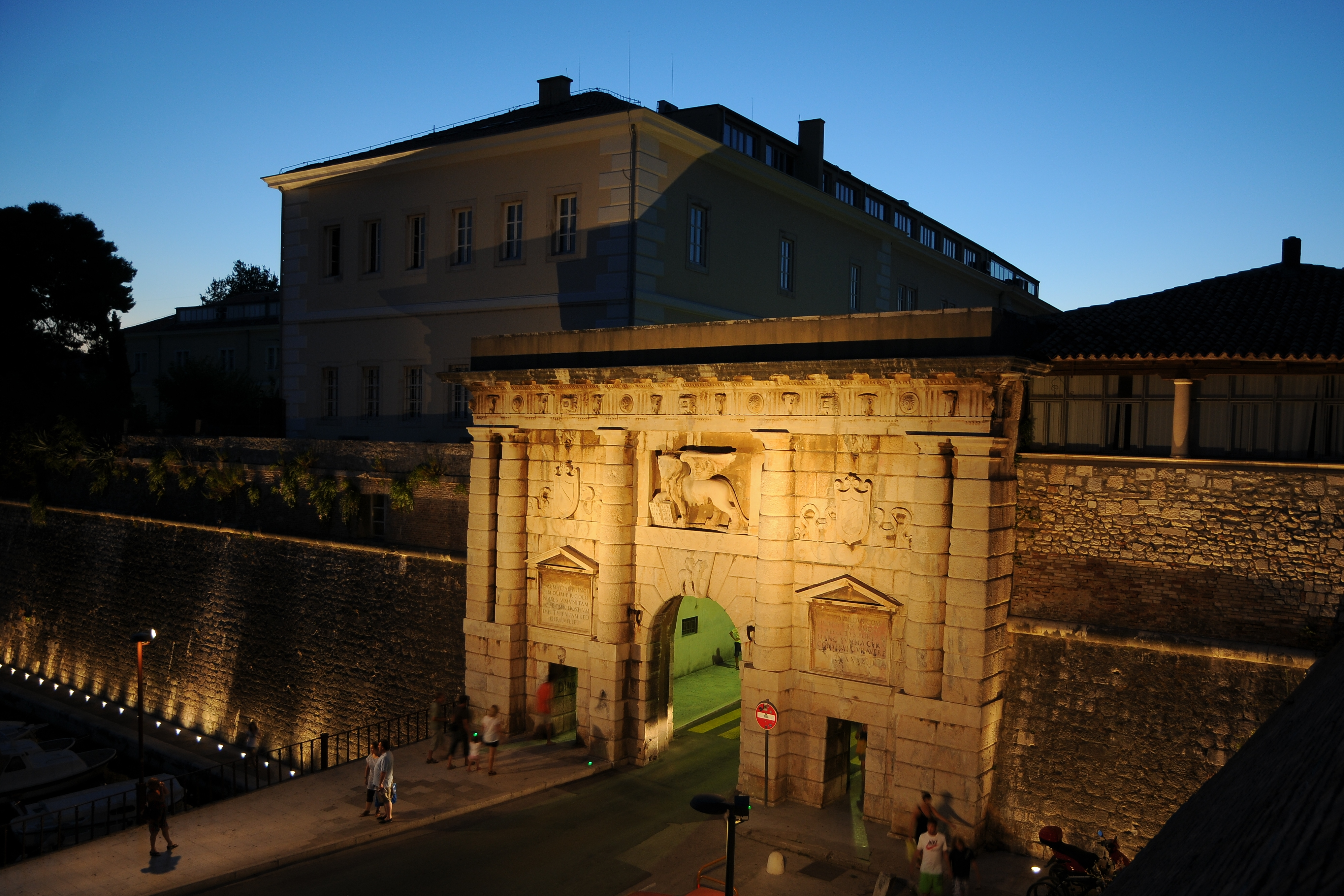
Landsporten år 2010. Landsporten är den mest dekorerade stadsporten i Zadar. Den leder i sydväst in i stadens historiska stadskärna.

Zadar har genom historien haft flera stadsportar. Några av dem murades igen för gott och idag kvarstår sex stadsportar mellan staden innanför stadsmuren och havet utanför. Den mest framstående av dessa är Landsporten medan Sankt Demetrius port, Sankt Rochus port och Kedjeporten är enklare öppningar i muren. Nya porten/Broporten är den nyaste porten och tillkom under det italienska styret av staden på 1930-talet.
| Stadsport                         | Kroatisk namn                      | Uppförd    | Koordinater                                                    |
| --------------------------------- | ---------------------------------- | ---------- | -------------------------------------------------------------- |
| Havsporten/Sankt Chrysogonus port | Morska vrata/Vrata svetog Krševana | 1573       | 44°7′0.5298″N 15°13′36.1518″Ö / 44.116813833°N 15.226708833°Ö  |
| Kedjeporten                       | Lančana vrata                      | 1877       | 44°7′4.0974″N 15°13′27.3216″Ö / 44.117804833°N 15.224256000°Ö  |
| Landsporten                       | Kopnena vrata                      | 1543       | 44°6′43.8726″N 15°13′42.726″Ö / 44.112186833°N 15.22853500°Ö   |
| Nya porten/Broporten              | Nova vrata/Vrata od mosta          | 1930-talet | 44°6′53.8056″N 15°13′43.5174″Ö / 44.114946000°N 15.228754833°Ö |
| Sankt Demetrius port              | Vrata svetog Dimitrija             | 1873       | 44°7′2.7078″N 15°13′31.962″Ö / 44.117418833°N 15.22554500°Ö    |
| Sankt Rochus port                 | Vrata svetog Roka                  | 1570       | 44°6′55.515″N 15°13′41.9916″Ö / 44.11542083°N 15.228331000°Ö   |